# Ferdinand Andri
Ferdinand Andri, né le 1er mars 1871 à Waidhofen an der Ybbs et mort le 19 mai 1956 à Vienne, est un peintre, sculpteur, lithographe et illustrateur autrichien.

## Biographie
Ferdinand Andri naît le 1er mars 1871 à Waidhofen an der Ybbs.
Il est élève de Julius Berger et d'Edouard Lichtenfels à l'Académie de Venise, puis, à partir de 1892, est élève de Claus Meyer à l'Académie de Karlsruhe, avant de revenir s'installer à Venise. En 1895, il sculpte des jouets pour enfants. En 1899, il devient membre de la Sécession de Venise et en est le président de 1905 à 1909.
Ferdinand Andri meurt le 19 mai 1956 à Vienne.

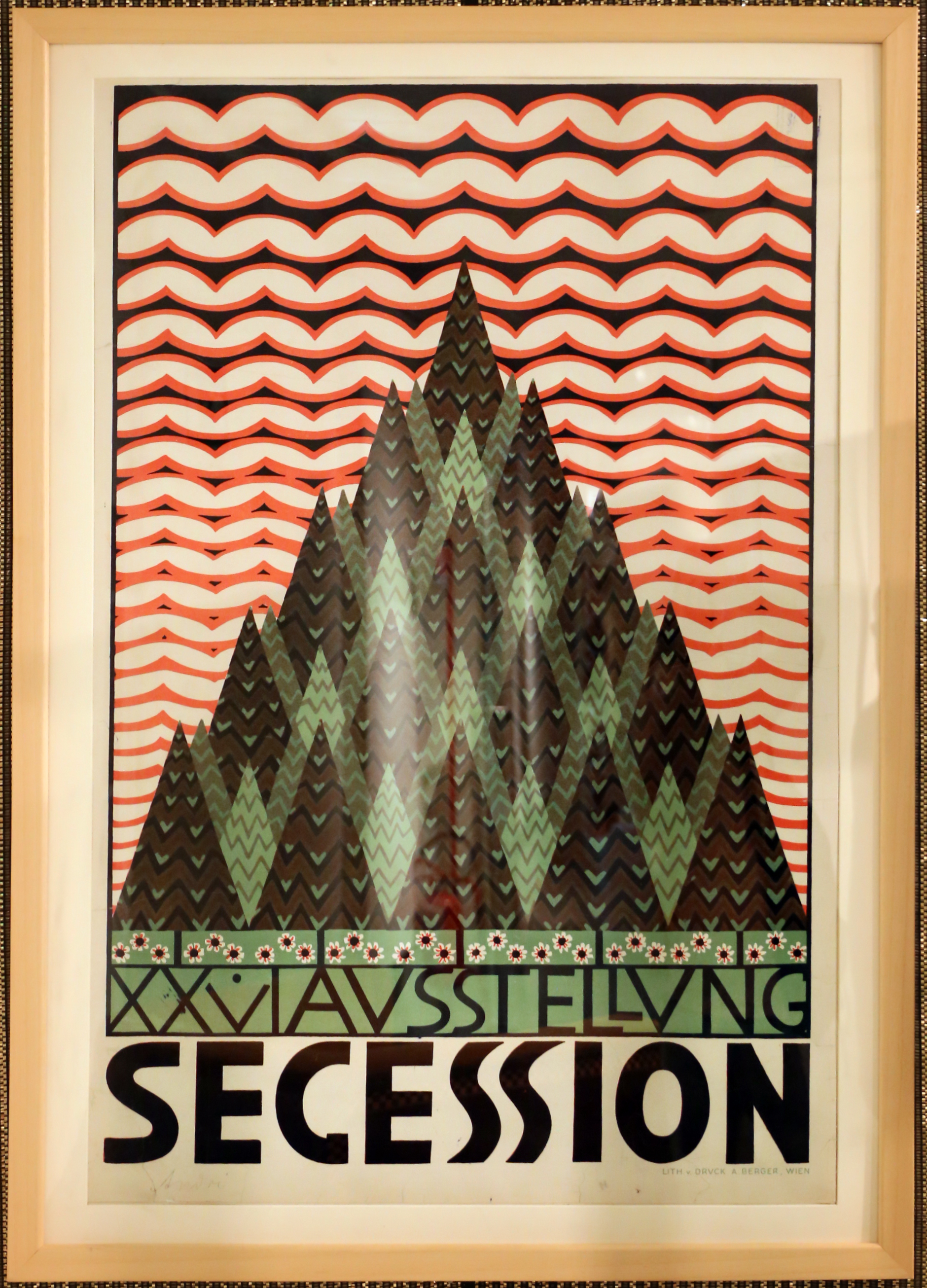
Poster de la XXe Exposition de la Sécession viennoise, en 1906.
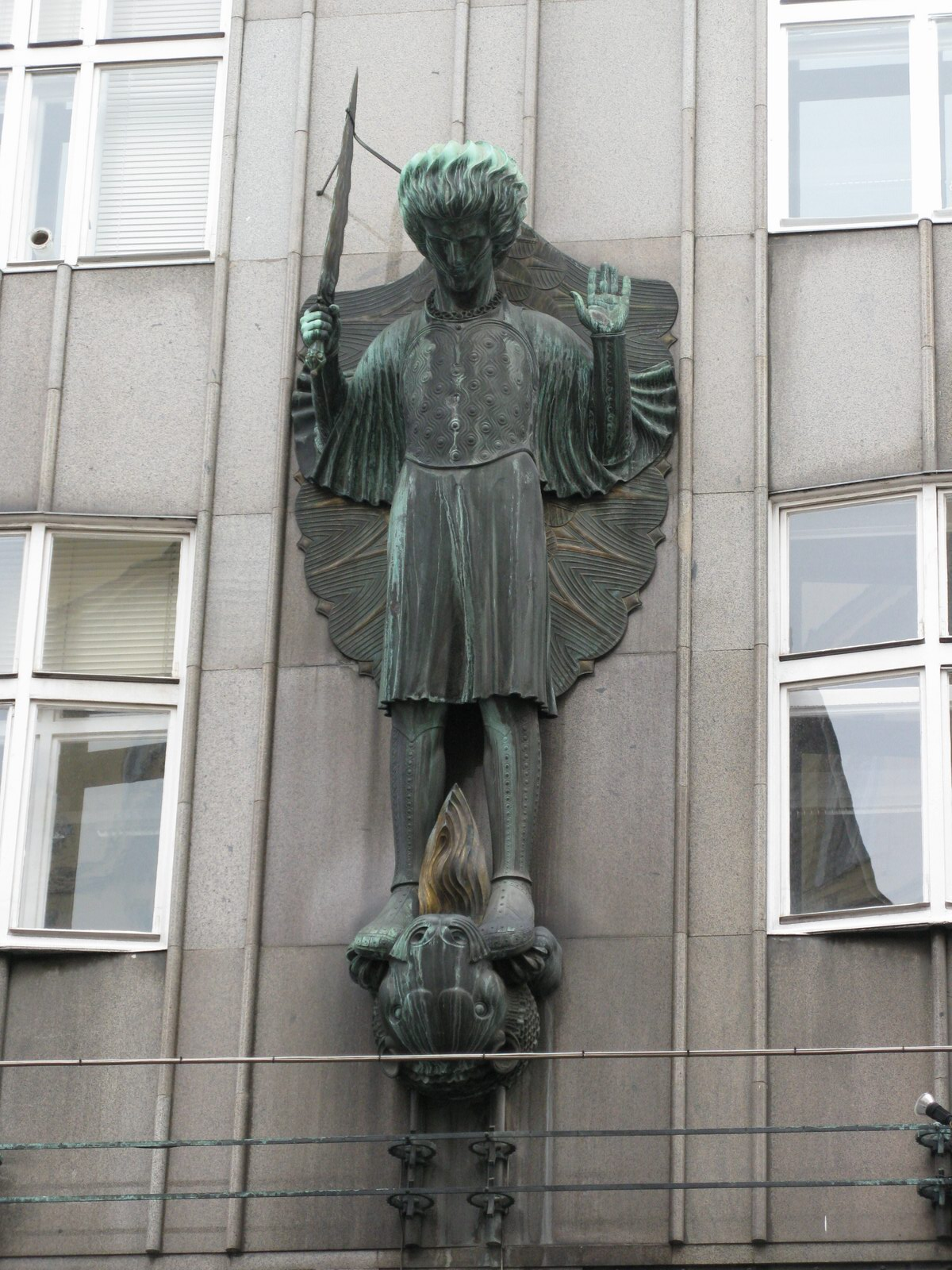
Statue sur le bâtiment viennois Zacherlhaus (en) (en 2012).
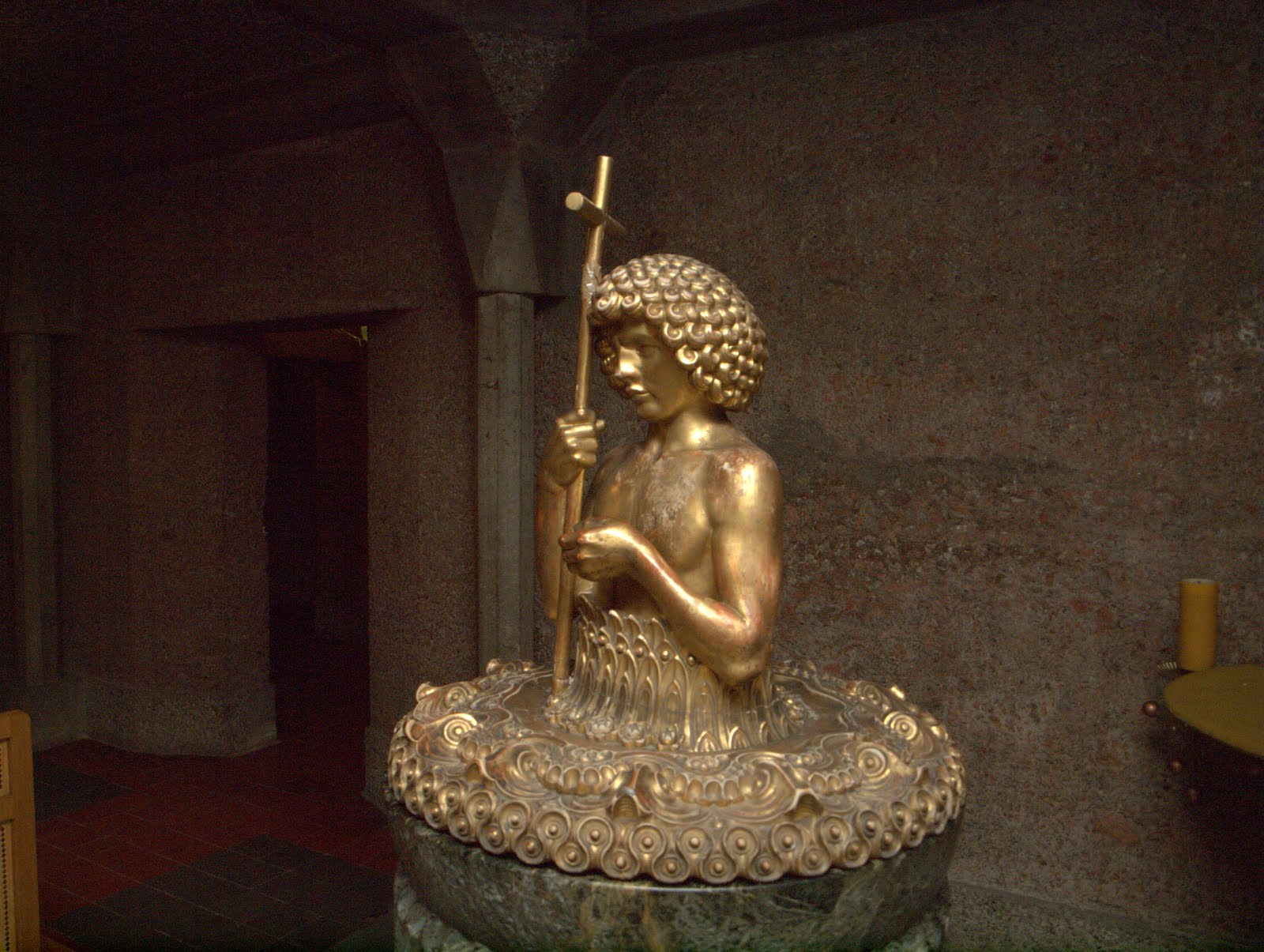
Sculpture de Saint Jean-Baptiste dans la crypte de l'Église du Saint-Esprit (de), à Vienne (en 2011).